# Medalla de la Distinción Laboral
La Medalla de la Distinción Laboral (del ruso: Медаль «За трудовое отличие») es una condecoración soviética creada por Stalin el 27 de diciembre de 1938. Era otorgada a los obreros, a los trabajadores de los koljós,  a los especialistas en la economía nacional, a los trabajadores en los campos de la ciencia, la cultura, la instrucción pública, la sanidad pública y otros ciudadanos de la URSS: 
- Por los trabajos que contribuyan al crecimiento del rendimiento del trabajo y de la mejora de la calidad de la producción, por los éxitos en la competición socialista;
- Por la aportación laboral a la construcción y la reconstrucción de los objetos esenciales de la economía nacional;
- Por inventos valiosos y propuestas de racionalización;
- Por éxitos en el campo de la ciencia, la cultura, la literatura, el arte, la instrucción pública, la sanidad pública, el comercio, la alimentación pública, la administración de servicios comunes, el servicio doméstico de la población y otras ramas de la actividad laboral;
- Por trabajos activos en la educación comunista y la preparación profesional de la juventud;
- Por éxitos en la actividad estatal y pública;
- Por éxitos en los campos de la cultura física y el deporte...

Fue instituida por el Decreto de la Presidencia del Soviet Supremo de la URSS del 27 de diciembre de 1938, siendo publicado en la Gaceta del Soviet Supremo de la Unión Soviética nº23 de 1938. La descripción de la medalla se modificó mediante el decret del 19 de junio de 1943, y su posición el 16 de diciembre de 1947. Finalmente, se confirmó su posición mediante una nueva redacción de los estatutos el 28 de marzo de 1980.

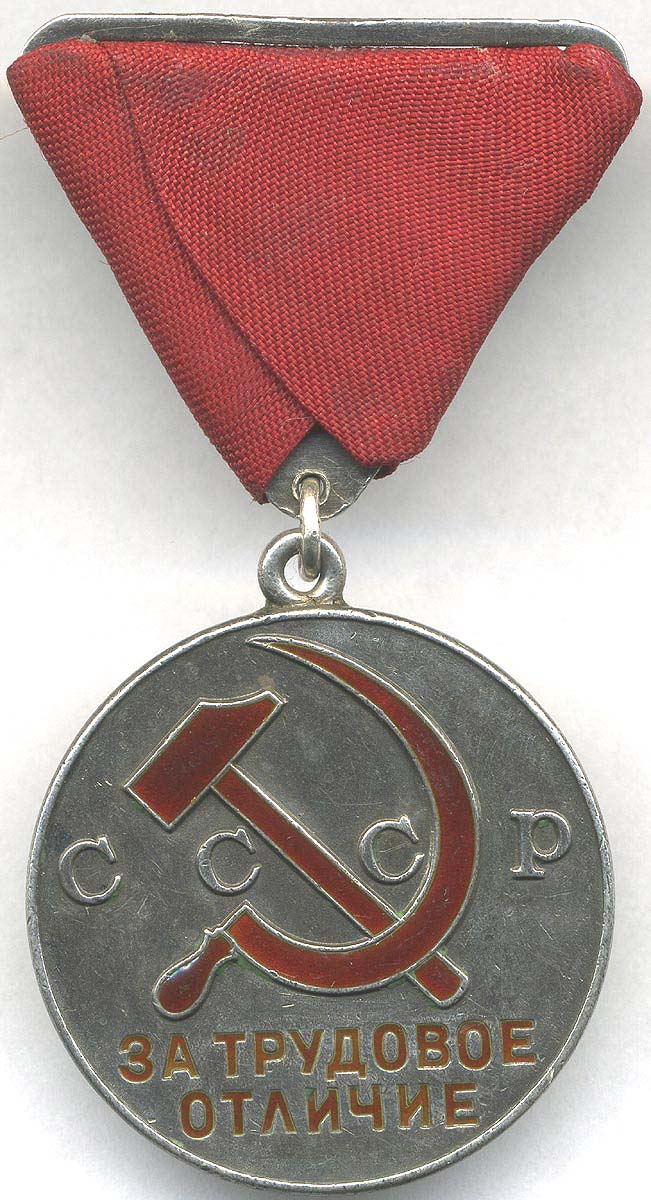
Primera variante del modelo.

Cuelga a la izquierda del pecho y se sitúa después de la Medalla de los Trabajadores Distinguidos. Puede ser otorgada a extranjeros. 
Fue una de las primeras medallas instituidas en la URSS. Es la menor de las dos medallas de preguerra instituidas para los méritos laborales (la superior es la Medalla de los Trabajadores Distinguidos), y serían equivalentes a sus análogas militares: la Medalla al Valor y la Medalla por el Servicio de Combate). Fue realizada por el pintor I. I. Dubasov. 
Sólo era concedida mediante Decreto del Soviet Supremo de la URSS. El primer Decreto fue firmado el 15 de enero de 1939, otorgándola a 8 obreros de la fábrica de armamento n.º 8 de Kalinin. Al día siguiente, juntamente con la concesión de la Orden de la Bandera Roja a los Coros y Danzas del Ejército Rojo, la Medalla de la Distinción Laboral fue otorgada a 16 miembros del conjunto; al día siguiente, 17 de enero, fue otorgada a 28 trabajadores por la elaboración científica del método de gasificación subterránea del carbón. En total, antes de la guerra había sido concedida a 11.000 persones, y durant los años de la Gran Guerra Patria a más de 44.000 personas. La última concesión fue otorgada el 21 de diciembre de 1991 a N. A. Barontsov, director de la fábrica del consorcio Cemento de Bélgorod. En total, fue concedida unas 2.146.400 veces.
Juntamente con la medalla se concedía un certificado acreditativo.

## Diseño

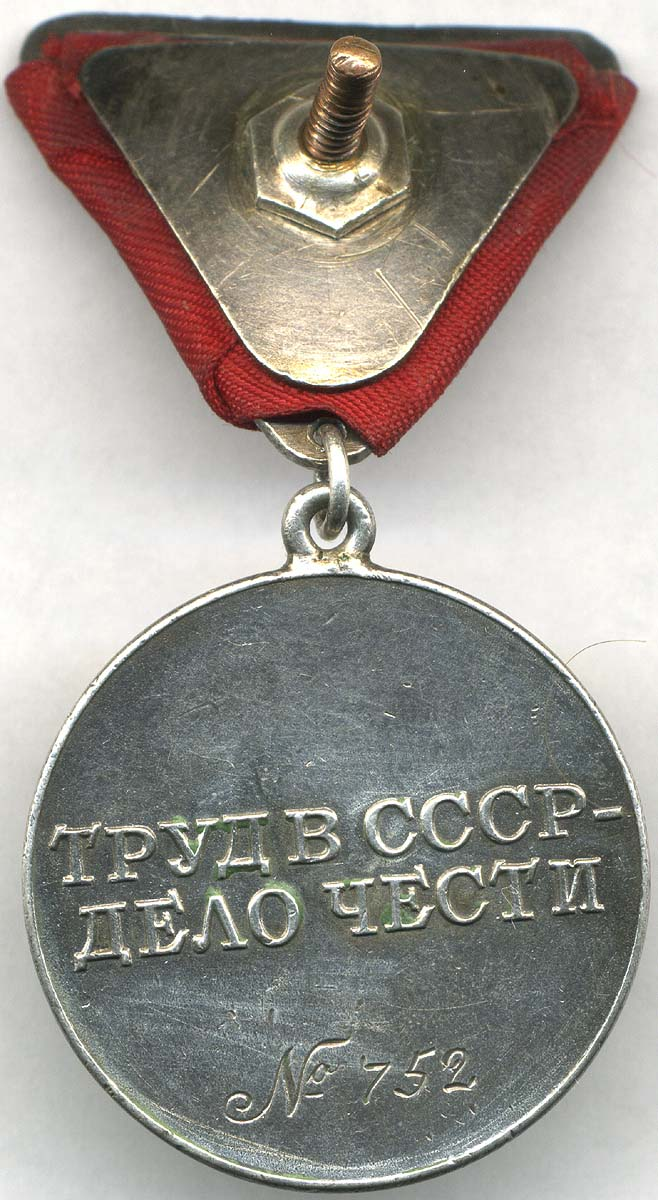
Reverso de la medalla (primera variante, mismo texto).

Es una medalla de plata de 32 mm de diámetro. En el anverso aparecen la hoz y el martillo en relieve de esmalte rojo, y la inscripción en relieve "CCCP" (URSS). Por debajo está la inscripción "ЗА ТРУДОВОЕ ОТЛИЧИЕ" (Por la Distinción Laboral), también en esmalte rojo y en dos líneas. 
En el reverso de la medalla se halla la inscripción ТРУД В СССР – ДЕЛО ЧЕСТИ (Trabajar en la U.R.S.S. es una Cuestión de Gloria).
Se cuelga de un galón pentagonal de 24 mm de color lila con una franja longitudinal en dorado de 2mm en cada lado (la primera variante colgaba de un galón pentagonal rojo).